# M-84
Le M-84 est un char de combat yougoslave.

## Présentation
En 1979, le gouvernement de la République fédérative socialiste de Yougoslavie acquit une licence de production du char T-72 auprès des soviétiques. Le premier prototype fut construit en 1982 et la production débuta en 1984.
Plus de 700 exemplaires furent produits. On estime que 500 exemplaires du M-84 et M84A ont été produits pour l'Armée populaire yougoslave.
La production des pièces était décentralisée sur l'ensemble du territoire yougoslave, et le lieu d'assemblage et de finalisation était à Slavonski Brod (Croatie) dans l'usine Đuro Đaković.
En 1989, le Koweït commande 200 chars, dont 15 chars de commandement M-84ABK, après avoir remporté un parcours dans le désert contre le M1A1 Abrams. Il s'est avéré plus fiable et a terminé le parcours de 102 km sans panne, tandis que l'Abrams n'a pas été en mesure de terminer en raison d'un dysfonctionnement du système d'alimentation en carburant. Le prix était de 1,58 million de dollars  (
3 millions actuels) par véhicule à ce moment-là. Lors de l'invasion du Koweït le 2 aout 1990, 4 sont livrés et  ils eurent leur baptême du feu avant d'être saisis. Plusieurs dizaines sont livrées aux forces koweïtiennes ayant retraité en Arabie saoudite avant la libération de l'émirat en 1990 sur un total de 150 chars finalement acquis. 
Des versions modernisées sont proposées après l'éclatement de la Yougoslavie par la Croatie et la Serbie, cette dernière présentant en 2004 le M-84AS et en 2017 le M-84AS1.

## Unités en service en 2008

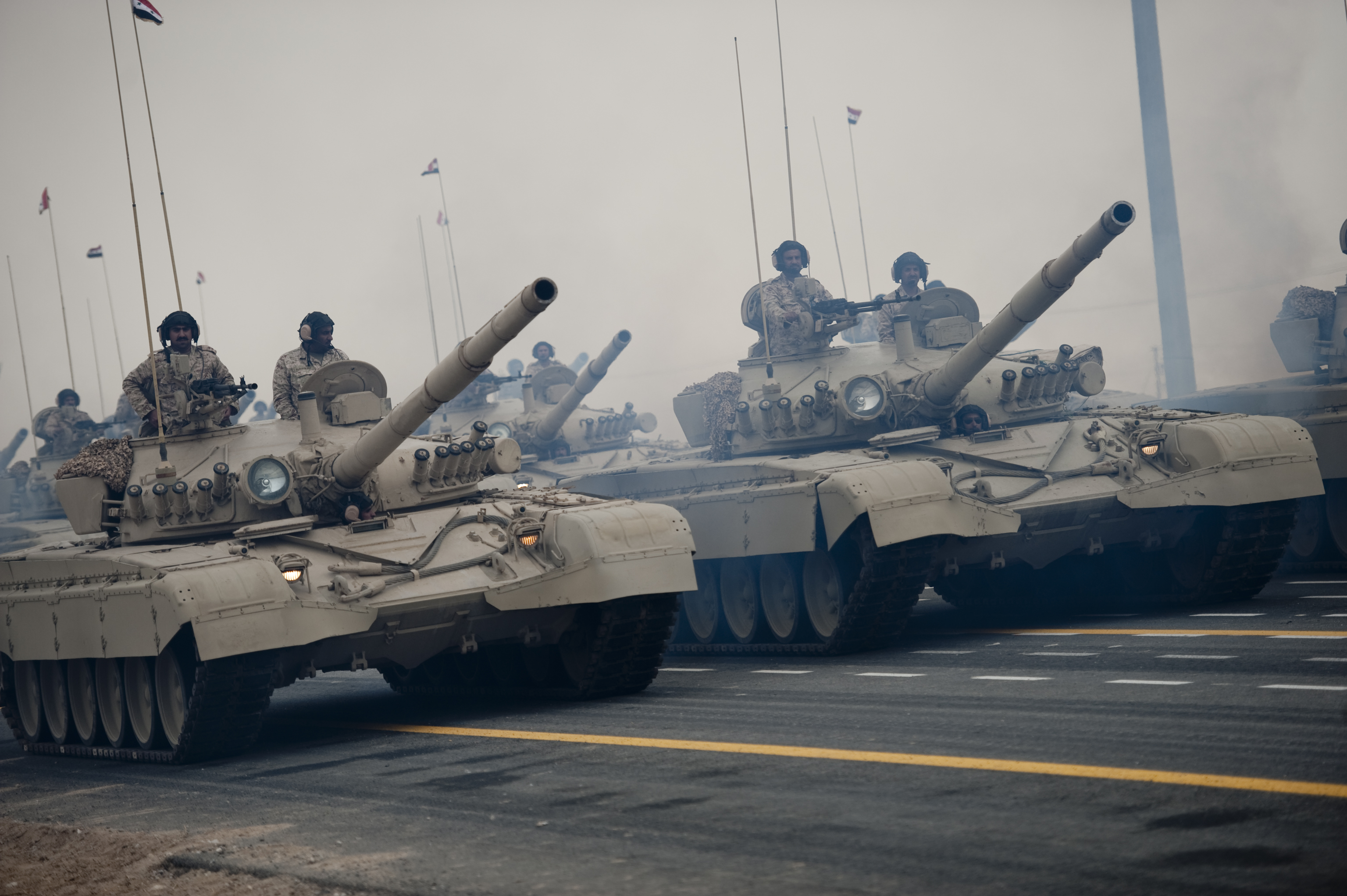
Défilé de chars M-84AB koweïtiens en 2011.

Les armées des pays suivants utilisent encore le M-84 :
- Croatie: 80 exemplaires
- Koweït: 150 exemplaires, en réserve en 2024
- Slovénie: 50 exemplaires
- Serbie: 212 exemplaires, dont 80 T-72 additionnels
- Ukraine : rumeurs sur la livraison en 2024 de 100 chars koweïtiens donnés après modernisation en Croatie[2]